# Синевир (национальный парк)
Национальный природный парк «Синеви́р» — национальный парк, расположенный в Хустском районе Закарпатской области Украины. Парк создан 5 января 1989 года (в 1974 году был организован ландшафтный заказник общегосударственного значения «Синевирское озеро»). Своим названием парк обязан расположенному на его территории озеру Синевир — крупнейшему озеру Закарпатья площадью 7 га.
Общая площадь парка — 40 400 га.
Зонирование: заповедная зона — 5807 га, зона регулируемой рекреации — 21396 га, зона стационарной рекреации — 11 га, хозяйственная зона — 13192 га.
Флора: общее количество видов растений, произрастающих на территории парка — 914, из них 38 занесены в Красную книгу Украины.
Фауна: общее количество видов животных, обитающих на территории парка — 236, из них 22 занесены в Красную книгу Украины.
Естественные условия парка являются типичными для Горган — одного из Карпатских горных массивов. Для местности характерны низкогорные флишевые хребты с бурыми горно-лесными и дерново-буроземными щебёнчатыми почвами, а также среднегорные древнеледниковые флишевые хребты с горными долинами, бурыми горно-лесными щебёнчатыми и горно-торфяно-буроземными почвами. Высочайшими вершинами здесь являются Стримба (1719 м над уровнем моря) и Негровец (1707 м). Характерной особенностью гор является наличие больших каменистых россыпей, которые называются в народе «греготами». Кроме них представлены все типы рельефа — от полонинного до долинного. В центральной части парка располагается ещё одно озеро — Озирце.

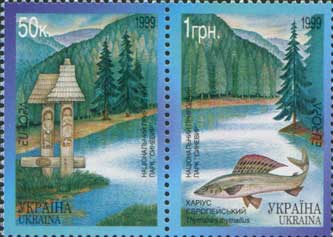
Национальный природный парк «Синевир» на почтовой марке Украины

Климат на территории парка закономерно изменяется от умеренно-влажного в долинах до холодно-влажного в высокогорье. Средняя температура июля — около + 13 °C, января — минус 4-6 °С. Атмосферные осадки значительные.